# ویلارومانیانو
ویلارومانیانو (به ایتالیایی: Villaromagnano) یک کومونه در ایتالیا است که در استان آلساندریا واقع شده‌است. ویلارومانیانو ۶٫۱ کیلومتر مربع مساحت و ۷۳۰ نفر جمعیت دارد و ۱۷۰ متر بالاتر از سطح دریا واقع شده‌است.